# مینی موک
مینی موک (Mini Moke) خودرویی است که در سال‌های ۱۹۶۴ تا ۱۹۹۳در ستوبال، پرتغال، بیرمنگام و انگلند و استرالیا تولید شده‌است. است. سیستم جعبه‌دندهٔ آن ۴ دنده به صورت دستی است.